# RSC Pâturageois

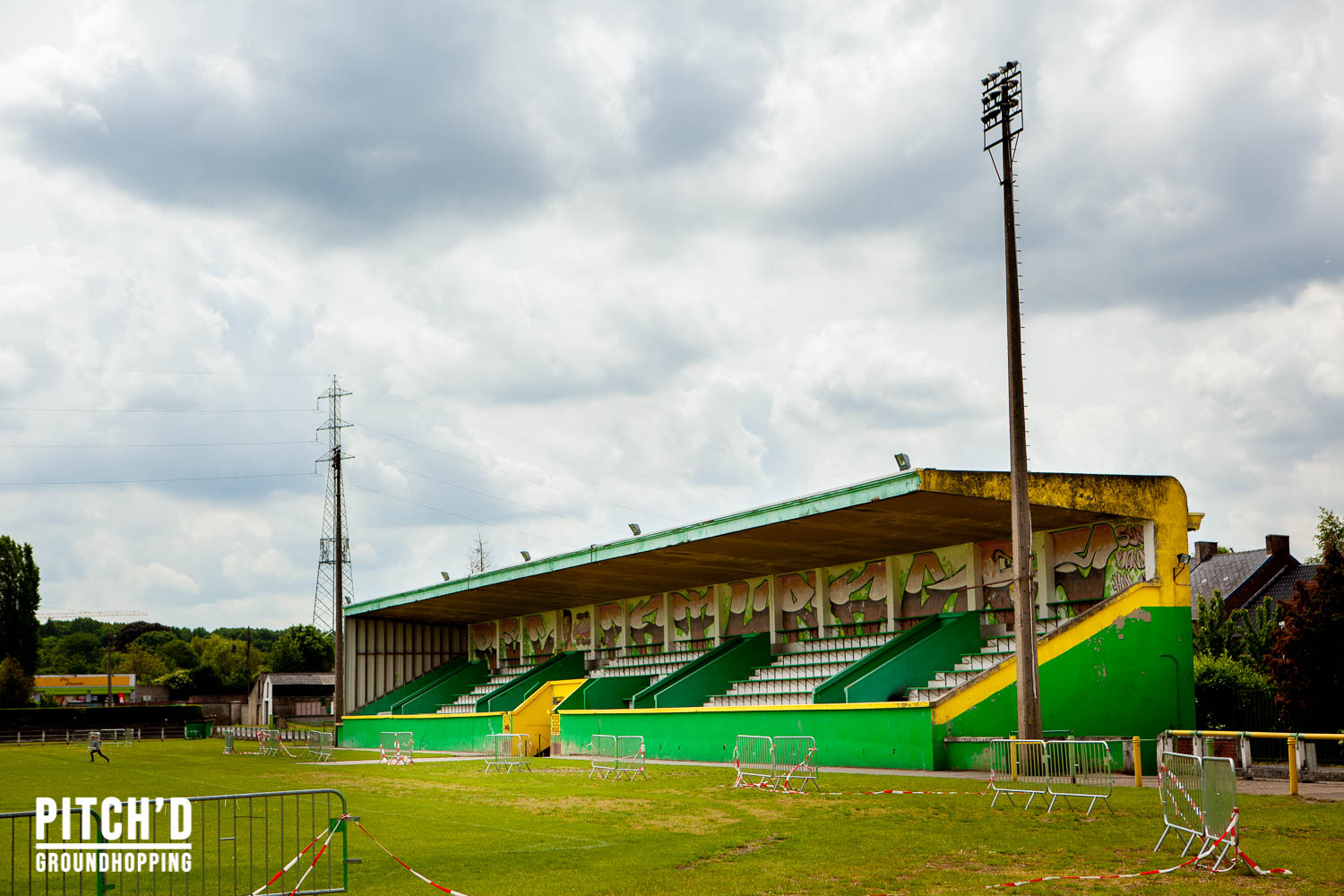
Stade Achille Delattre - RSC Pâturageois

RSC Pâturageois is een Belgische voetbalclub uit Pâturages. De club is aangesloten bij de KBVB met stamnummer 1801 en heeft groen en geel als kleuren. De club speelde in haar bestaan in totaal een tiental jaar in de nationale reeksen.

## Geschiedenis
SC Pâturageois sloot zich in 1931 aan bij de Belgische Voetbalbond. De club bleef meer dan vier decennia in de provinciale reeksen spelen.
In 1978 bereikte men voor het eerst de nationale bevorderingsreeksen, de Vierde Klasse. De eerste seizoenen verliepen moeilijk, maar men wist er zich toch te handhaven. In derde seizoen, 1980/81, werd Pâturages zelfs vijfde in zijn reeks. Dit resultaat wist de ploeg de volgende jaren niet meer te herhalen en zakte terug naar de middenmoot. In 1985 eindigde men samen met Willebroekse SV op een gedeelde 13de plaats en moest een testwedstrijd worden gespeeld op het veld van KSC Grimbergen. Pâturageois verloor met 1-0, eindigde zo als 14de op een degradatieplaats en verdween na zeven jaar nationaal voetbal weer naar de provinciale reeksen.
De club zakte in de provinciale reeksen nog verder weg. In 1996 zakte men naar Derde Provinciale, maar een jaar later volgde alweer de promotie en Pâturageois klom langzaamaan terug op. Een titel in 2002 betekende de terugkeer naar Eerste Provinciale. In 2006/07 werd men ook op het hoogste provinciale niveau kampioen en zo keerde de club na tweede decennia terug naar de nationale reeksen.
RSC Pâturageois kon er zich handhaven in Vierde Klasse, tot men in 2009/10 weer op een degradatieplaats eindigde. Na drie jaar zakte de club opnieuw naar Eerste Provinciale.

## Bekende (oud-)spelers
- Mohamed Dahmane
- Jean-Pierre La Placa